# 丸子鉄道ホ200形電車
丸子鉄道ホ200形電車（まるこてつどうホ200がたでんしゃ）は、上田交通の前身事業者である丸子鉄道が1925年（大正14年）に新製した電車である。
本形式は長野県内の私鉄で最後に廃車された木造車であった。

## 概要
丸子鉄道が1925年8月1日に大屋 - 上田東間を開通（同線全通）させた折に、ホ200形201・202の2両を日本車輌製造に発注・新造し導入した。
全長15m級3扉木造車体の4軸ボギー車で、先行して導入されたホ100形電車と異なり落成当初から自動連結器を装着していた。集電方式は新造当時からパンタグラフ集電であった。側窓は上部に明かり窓を装着するという特徴のあるもので、本形式は丸子鉄道の看板車両として扱われ、丸子鉄道発行の絵葉書には本形式が登場するものがあった。

## 運用
1943年10月21日の丸子鉄道と上田電鉄（初代）の合併による上田丸子電鉄発足時にモハ210形211・212と改番され、1950年の一斉改番によりモハ3150形3151・3152となった。後の車体更新により前照灯を窓下から窓上に上げ、1955年には制御装置を直接式からカム軸式に変更した事によりモハ3350形3351・3352に改番している。晩年は明かり窓が埋められており、主に2両でサハ20形27を挟んだ3両編成で使用されていた。上田原に留置してあった旧東急サハ3352、3354の車体を利用した鋼体化も計画されたが、丸子線廃止が具体化したため実現しなかった。
本形式は導入以来丸子線で使用され続け、1969年4月19日の同線廃止時に運用を離脱、同年11月18日付で除籍された。

### 長野県私鉄最後の木造電車
戦後上田丸子電鉄を含め長野県の私鉄は様々な方法で木造車を減らしていて、1966年以降は県内私鉄の木造車は本形式のみとなっていた。本形式の廃車によって長野県の私鉄から木造の電車は消滅した。